# Origen de la Eucaristía

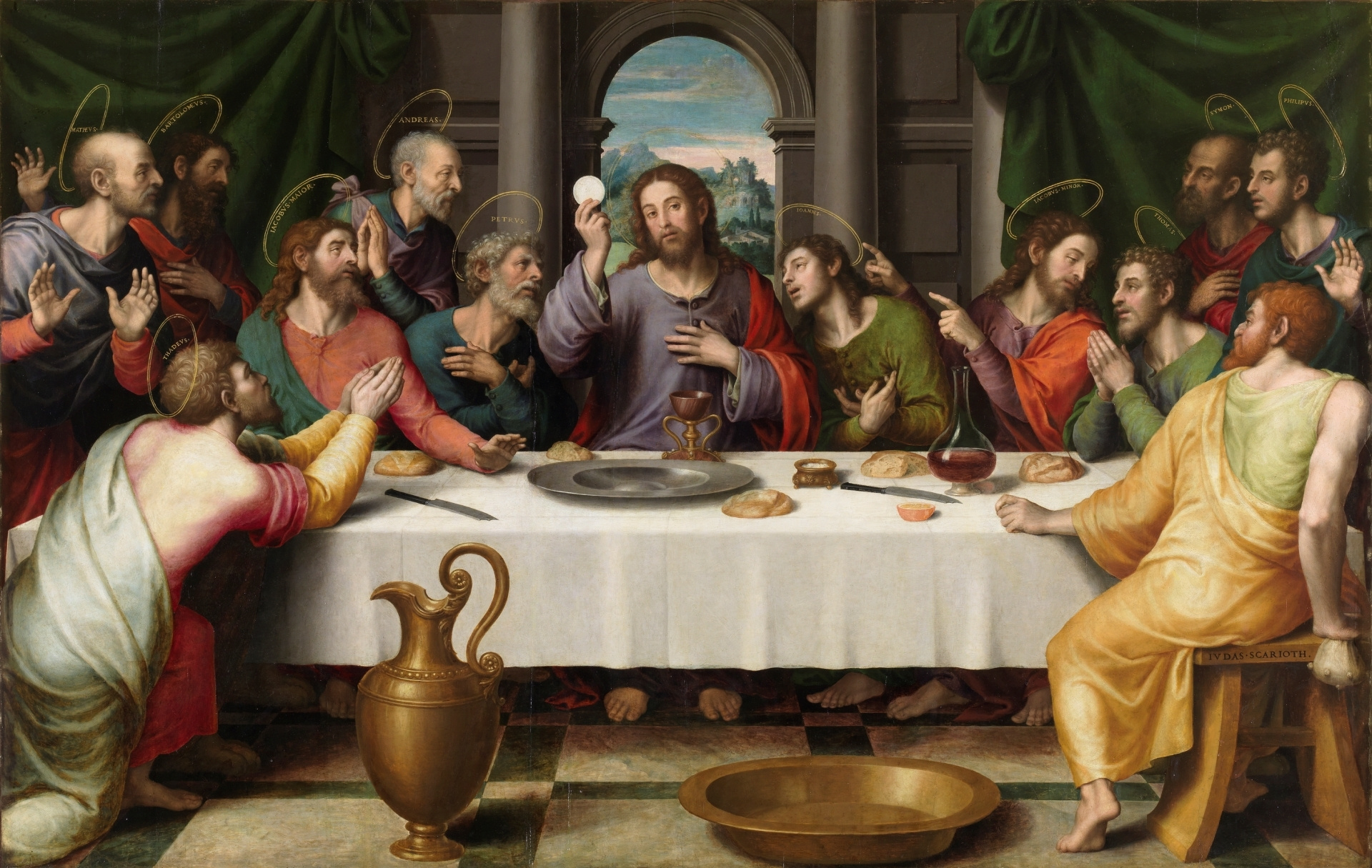
Jesús con la Eucaristía en la Última Cena por Juan de Juanes, mediados-finales del siglo XVI

Algunas denominaciones cristianas sitúan el origen de la Eucaristía en la Última Cena de Jesús con sus discípulos, en la que se cree haber tomado pan y habérselo dado a sus discípulos, diciéndoles que comieran de él, porque era su cuerpo, y haber tomado una copa y habérsela dado a sus discípulos, diciéndoles que bebieran de ella, porque era la copa de la pacto en su sangre.
El relato escrito más antiguo que existe de una eucharistia cristiana (en griego "acción de gracias") es el de la Primera Epístola a los Corintios (alrededor del año 55 d. C.), en la que Pablo Apóstol relaciona "comer el pan y beber la copa del Señor" en la celebración de una "Cena del Señor" con la Última Cena de Jesús unos 25 años antes. Pablo considera que al celebrar el rito estaban cumpliendo un mandato de hacerlo. Los Hechos de los Apóstoles presentan al cristianos primitivos reuniéndose para "partir el pan" como una especie de ceremonia.
Escribiendo hacia mediados del siglo II, Justino Mártir da las descripciones más antiguas de algo que puede reconocerse como el rito que se usa hoy, según K.W. Noakes. Fuentes anteriores, la Didaché, 1 Clemente e Ignacio de Antioquía proporcionan atisbos de lo que los cristianos hacían en sus Eucaristías. Fuentes posteriores, Tertuliano y la Tradición Apostólica, ofrecen algunos detalles de alrededor del año 200. Incluso antes de que la Iglesia "se hiciera pública" tras la conversión de Constantino el Grande en la segunda década del siglo IV, estaba claro que la Eucaristía era una parte central de la vida y el culto cristianos.
Los estudiosos que tratan de comprender la práctica cristiana debaten si Jesús quiso instituir un ritual en su Última Cena; si la Última Cena fue un acontecimiento histórico real relacionado de algún modo con la indiscutible "Cena del Señor" o "Eucaristía" primitiva y se han preguntado si la Eucaristía tuvo sus orígenes en un contexto pagano, donde eran comunes las cenas para conmemorar a los muertos.

## Relatos del Antiguo Testamento

### Libro de los Jueces
La cena de Emaús (Lucas 24:28-35) es el cumplimiento de la prefiguración del Libro de los Jueces : la vocación de Gedeón y la profecía hecha a Manoaj y a la mujer estéril del nacimiento de Sansón. En ambos casos, el ángel del Señor aparece y no es reconocido como tal. Lleva un mensaje: la liberación de Israel para Gedeón y el nacimiento de Sansón para Manoaj y su mujer. En cada ocasión, los visitados preparan un sacrificio a petición del misterioso anfitrión: cabrito y pan ázimo para Gedeón; cabrito y ofrenda vegetal para Manoaj. En ambos casos, es el sacrificio el que revela la identidad del huésped:
- "Y el ángel de Dios le dijo: Toma la carne y los panes sin levadura, ponlos sobre esta roca y vierte el caldo. Y así lo hizo. Entonces el ángel de Yahveh extendió la punta del bastón que tenía en la mano, y tocó la carne y los panes sin levadura; y subió fuego de la roca, y consumió la carne y los panes sin levadura; y el ángel de Yahveh desapareció de su vista. Y vio Gedeón que era el ángel de Yahveh, y dijo Gedeón: ¡Ay, Señor Yahveh! pues he visto al ángel de Yahveh cara a cara.[16]"
- "Tomó, pues, Manoa el cabrito con la ofrenda, y lo ofreció sobre la peña a Yahveh; e hizo el ángel maravillas, y Manoa y su mujer estaban mirando. Y aconteció que cuando la llama del altar subió al cielo, el ángel de Yahveh subió en la llama del altar; y Manoa y su mujer miraron, y cayeron rostro en tierra. Pero el ángel de Yahveh no se apareció más a Manoa ni a su mujer. Entonces Manoa supo que era el ángel de Yahveh.[17]"

Estos dos acontecimientos prefiguran una escena idéntica del Nuevo Testamento: el mismo día en que se descubre la tumba vacía de Jesús, dos discípulos "se dirigían a una aldea llamada Emaús". Un misterioso viajero se une a ellos y les interroga sobre la causa de su abatimiento. Después de escucharlos, el viajero les explica los acontecimientos a partir de las Escrituras, y luego "cuando se sentó con ellos a la mesa, tomó el pan, lo bendijo y, partiéndolo, se lo dio. Y se les abrieron los ojos, y le conocieron; y desapareció de su vista".
Estas prefiguraciones y su realización arrojan luz sobre el carácter sacrificial de la Última Cena: por una parte, la Eucaristía muestra el carácter paradójico de esta fracción del pan que atestigua una presencia al mismo tiempo que la mantiene invisible a los ojos de los dos discípulos; por otra parte, el sacrificio permite reconocer al que se ha manifestado: es en el momento en que Jesús da gracias, parte el pan y se lo da a los discípulos de Emaús que éstos lo reconocen.

### Malaquías
Unos siglos antes de Cristo, el profeta  Malaquías expone los planes de Dios en cuanto a los sacrificios que se le ofrecían en el templo de Jerusalén y en cuanto a las ofrendas que se le ofrecerían en el futuro: "¡Oh, si hubiera entre vosotros quien cerrara las puertas, para que no encendierais fuego en vano sobre mi altar! No me complazco en vosotros, dice Yahveh de los ejércitos, ni aceptaré ofrenda de vuestra mano. Porque desde el nacimiento del sol hasta su ocaso mi nombre será grande entre los gentiles; y en todo lugar se ofrecerá incienso a mi nombre, y una ofrenda pura; porque mi nombre será grande entre los gentiles, dice Yahveh de los ejércitos." Según Ireneo, Dios, "con estas palabras, muestra de la manera más clara que el pueblo anterior [los judíos] dejará de hacer ofrendas a Dios, pero que en todo lugar se ofrecerán sacrificios a Dios, uno que sea puro, y que el nombre de Dios sea glorificado entre las naciones"."  Malaquías profetizó la celebración de la Cena del Señor, en todo el mundo, como una comida sacrificial, en lugar de las ofrendas vegetales y sacrificios de acción de gracias que se ofrecían en el Templo.

## Relatos del Nuevo Testamento

### Narraciones de la institución
En el Nuevo Testamento hay cuatro relatos de la institución de la Eucaristía, el más antiguo de San Pablo en su primera epístola a los corintios que lo relaciona con la Última Cena y tres en los Evangelios Sinópticos en el contexto de esa misma comida.

1 Corintios 11:23-26
Marcos 14:22-25
Mateo 26:26-29
Lucas 22:14-20

| En los vv 17-22 Pablo critica los abusos de la Cena del Señor que prevalecen en Corinto, continúa: Porque yo recibí del Señor lo que también os he transmitido: que el Señor Jesús, la noche en que fue entregado, tomó un pan, y habiendo dado gracias, lo partió y dijo: 'Esto es mi cuerpo, que es por vosotros. Haced esto en memoria mía'. De la misma manera tomó también la copa, después de cenar, diciendo: 'Esta copa es la nueva alianza en mi sangre. Haced esto todas las veces que la bebiereis, en memoria mía'. Porque todas las veces que comiereis este pan y bebiereis esta copa, la muerte del Señor anunciáis hasta que él venga. | En los versículos anteriores, el evangelista deja claro que se trata de una cena pascual. Mientras comían, tomó un pan y, después de bendecirlo, lo partió, se lo dio y dijo: "Tomad, esto es mi cuerpo". Luego tomó una copa, y después de dar gracias, se la dio y todos bebieron de ella. Les dijo: "Esta es mi sangre de la Alianza, que se derrama por muchos. En verdad os digo que no volveré a beber del fruto de la vid hasta aquel día en que lo beba nuevo en el Reino de Dios.' | En los versículos precedentes el evangelista deja claro que el escenario es una comida pascual. Mientras comían, Jesús tomó un pan y, después de bendecirlo, lo partió, lo dio a los discípulos y dijo: "Tomad, comed; esto es mi cuerpo". Luego tomó un cáliz y, después de dar gracias, se lo dio diciendo: "Bebed todos de él, porque ésta es mi sangre de la Alianza, que se derrama por muchos para el perdón de los pecados. Os aseguro que no volveré a beber de este fruto de la vid hasta el día en que lo beba nuevo con vosotros en el Reino de mi Padre.' | En los versículos precedentes el evangelista deja claro que el escenario es una cena pascual. Llegada la hora, se sentó a la mesa, y con él los apóstoles. Les dijo: 'He deseado con ansia comer esta Pascua con vosotros antes de padecer; porque os digo que no la comeré hasta que se cumpla en el reino de Dios.' Luego tomó un cáliz y, después de dar gracias, dijo: "Tomad y repartidlo entre vosotros, porque os aseguro que desde ahora no beberé del fruto de la vid hasta que llegue el Reino de Dios. Luego tomó un pan y, después de dar gracias, lo partió y se lo dio diciendo: "Esto es mi cuerpo, que se entrega por vosotros. Haced esto en memoria mía". Y lo mismo hizo con la copa después de cenar, diciendo: 'Esta copa que se derrama por vosotros es la nueva alianza en mi sangre'.['] |

Evidentemente, Mateo sigue el relato del Marcos (o viceversa. La prioridad de Marcos sobre el Mateo no está establecida con certeza, y hay razones convincentes para creer que Marcos es un précis de Mateo). La versión de Lucas difiere en tantos puntos de la de Marcos que algunos estudiosos creen que procede de otra fuente. Juan, aunque no incluye un "Relato de la institución", incluye un relato de una cena la noche en que Jesús fue traicionado, incluida una escena de lavado de pies. Los capítulos 13-17 del Evangelio de Juan atribuyen a Jesús una serie de enseñanzas y oraciones en su Última Cena, pero no menciona ningún ritual de comida. Por otra parte, John, en particular versículos como 6:55-56 ("Porque mi carne es verdadera comida y mi sangre es verdadera bebida. El que come mi carne y bebe mi sangre permanece en mí, y yo en él"), se interpreta ampliamente como una alusión a la Eucaristía. Se cree que las peculiaridades en la redacción en comparación con los sinópticos reflejan la tradición litúrgica de la  comunidad joánica. Un pasaje encontrado en Lucas registra un mandato encontrado también en Pablo, a sus discípulos, de "hacer esto como mi memorial"  sin especificar si debía realizarse anualmente, como la Pascua, o con más frecuencia.
El texto de la versión lucana es incierto. Varios comentaristas concluyen que la segunda mitad de 22:19 y todo 22:20 son interpolaciones posteriores. En 1926 E. C. Ratcliff declaró: "El Textus Receptus incluye, en efecto, el mandamiento, pero el pasaje en el que aparece es una interpolación del relato paulino; y cualquiera que sea la opinión que se tenga del texto lucano, el mandamiento no forma parte del original". Sin embargo, C.P.M. Jones escribiendo en 1978 comenta "Muchos estudiosos ... han vuelto al apoyo del texto más largo..." y la misma postura adoptaron la mayoría de los editores del United Bible Societies Greek New Testament. La atribución a Jesús de las palabras "Haced esto en memoria mía" es, pues, posible, pero no segura. Jeremías dice que "Haced esto en memoria mía" se traduciría mejor "Para que Dios se acuerde de mí", pero Richardson objeta que "la presencia de un significado particular no debe excluir otros matices de significado, matices y sobretonos".

### Hechos, Corintios y Judas
El Nuevo Testamento relata una serie de prácticas de comunión religiosa en la mesa que más tarde se considerarían eucarísticas. El apóstol Pablo respondió a los abusos en una comida que los Corintios Cristianos tenían en sus reuniones y que él no consideraba digna de llamarse "Cena del Señor" (κυριακὸν δεῖπνον). Les exhorta a celebrarla dignamente, pues de lo contrario responderían del cuerpo y la sangre del Señor, y en otra parte de la misma carta, escribe: "No podéis beber la copa del Señor y la copa de los demonios. No podéis participar de la mesa del Señor y de la mesa de los demonios.".
Pablo había evangelizado por primera vez a los habitantes de Corinto, en Grecia, en 51/52 EC.  La naciente congregación de Pablo allí estaba formada por conversos paganos, no judíos (12:2). Todos los cristianos de primera generación eran necesariamente conversos, ya fueran paganos o judíos.  Le habían escrito en relación con numerosos asuntos de interés (7:1).  Criticando lo que había oído de sus reuniones, en las que celebraban comidas comunitarias, un párrafo de la respuesta de Pablo les recordaba lo que él afirmaba haber "recibido del Señor" y haber "transmitido" sobre las acciones y directrices de Jesús en su Última Cena. Las ambigüedades que algunos encuentran en esa redacción han generado montones de libros, artículos y opiniones sobre los orígenes de la Eucaristía.
En su libro de 1994, A Feast of Meanings: Eucharistic Theologies from Jesus through Johannine Circles, Bruce Chilton escribió que Pablo "efectivamente 'recibió del Señor' (1 Corintios 11:23), a través de Cefas (Gálatas 1:18), lo que 'entregó' (1 Corintios 11:23) a sus oyentes. ... Recuerda a sus oyentes lo que ya había enseñado como autorizado, una enseñanza 'del Señor' y presumiblemente garantizada por los primeros 'pilares': en ese sentido, lo que entrega no es suyo, sino que deriva de su máxima autoridad, 'el Señor' (11:23)." Eugene LaVerdiere escribió: "Así es como Pablo introdujo la tradición, presentándose a sí mismo como un eslabón en la cadena de la tradición eucarística.  Recibió (paralambano) la tradición de la Eucaristía a principios de los años 40, mientras estaba en la comunidad de Antioquía. La transmitió (paradidomi) a los corintios en el año 51, cuando les proclamó por primera vez el Evangelio.  Al igual que Pablo, los corintios también se convertirían en un eslabón de la cadena de la tradición eucarística, transmitiendo a otros lo que Pablo les transmitió a ellos. Varios años más tarde, circa 54, Pablo les recordó esto en 1 Corintios."
Hay tres referencias en los Hechos a "la fracción del pan" por parte de los primeros cristianos en Jerusalén y por San Pablo en su visita a Tróade. Las cartas de Pablo y los Hechos de los Apóstoles dejan claro que el cristianismo primitivo creía que esta institución incluía el mandato de continuar la celebración como anticipación en esta vida de las alegrías del banquete que había de venir en el Reino de Dios. El término "Ágape" o "Fiesta del Amor" aparece en el 12: "Estas son manchas en vuestras fiestas del amor, pues se juerguean atrevidamente, cuidando de sí mismos".

## Cristianismo primitivo
En los trescientos años posteriores a la crucifixión de Jesús, las prácticas y creencias cristianas relativas a la Eucaristía tomaron forma definitiva como elemento central del culto cristiano. Al principio se difundieron de boca en boca, pero al cabo de una generación los cristianos empezaron a escribir sobre Jesús y sobre las prácticas cristianas, incluida la Eucaristía. La teología de la Eucaristía y su papel como sacramento se desarrollaron durante este periodo.
Basándose en la Primera Apología y el Diálogo con Trifón de Justino Mártir, escritos hacia el año 150 d. C., K.W. Noakes deduce que en aquella época se utilizaba la siguiente estructura litúrgica:
1. Lecturas de las Escrituras y Homilía.
2. Intercesiones y Beso de la Paz.
3. El Pan y el Cáliz se llevan al Celebrante.
4. Plegaria eucarística (flexible) pero siguiendo un patrón fijo con el "Amén" de la congregación.
5. Distribución de los elementos por los diáconos a los presentes y ausentes.
6. Colecta.

En líneas generales, corresponde a la estructura del rito actual y es el ejemplo más antiguo que se conoce. La teología es la siguiente: el pan y el vino se transforman en la Carne y la Sangre de Jesús; son el sacrificio puro del que habla Malaquías (1:11) y la propia plegaria eucarística es a la vez una acción de gracias por la creación y la redención y una anamnesis (griego: memorial) de la pasión (y posiblemente de la encarnación).
La información del período intermedio es escasa. Tanto el autor de 1 Clemente (hacia 96) como Ignacio de Antioquía (hacia 108) se preocupan de que se mantenga el debido orden;  "Cuidaos de guardar una sola Eucaristía. Porque hay una sola carne de nuestro Señor Jesucristo, y un solo cáliz para la unión con su sangre. Hay un solo altar, como hay un solo obispo, junto con el presbiterio y los diáconos, mis consiervos; para que todo lo que hagáis, lo hagáis según Dios" (Carta a los Filadelfianos, 4). La datación de la Didajé es controvertida, se han sugerido fechas desde mediados del siglo I hasta principios del siglo II, pero bien puede ser del mismo período que 1 Clemente e Ignacio.  Afirma que los no bautizados abandonaban la asamblea antes de que comenzara la Eucaristía propiamente dicha "Que nadie coma ni beba de vuestra Eucaristía sino los que han sido bautizados en el nombre del Señor, porque en verdad el Señor ha dicho al respecto: No deis lo santo a los perros. " Compuesto de varios documentos, incluye oraciones rituales y una mención de lo que denomina la εὐχαριστία (Acción de Gracias o Eucaristía).  Según el consenso abrumador entre los eruditos, la sección que comienza en 10.1 es una reelaboración del Birkat hamazon' la oración que pone fin a la comida ritual judía. Además, hay una posible referencia pagana a una celebración matutina de alrededor del año 112 en una carta del joven Plinio al emperador Trajano.
Evidencia de un período ligeramente posterior proviene de Ireneo y de la Tradición Apostólica.  En su debate con los gnósticos que favorecían una religión inmaterial, el primero afirma: "Siempre, pues, que la copa mezclada y el pan hecho reciben la palabra de Dios, la Eucaristía se convierte en el cuerpo de Cristo, y por ella se nutre y sostiene la sustancia de nuestra carne". La Tradición Apostólica  plantea una serie de problemas críticos, incluida la cuestión de si las liturgias se utilizaron alguna vez. Sin embargo, los editores de The Study of Liturgy concluyen que "es claramente seguro... utilizar el documento como evidencia de la Roma de principios del siglo III". Contiene lo que debe considerarse una oración de consagración completa, incluida una versión del relato de la Institución.
De las evidencias del Nuevo Testamento se desprende que algunas ceremonias cristianas primitivas incluían una comida completa y que se utilizaba la palabra "ágape" (banquete de amor).  En algún momento se extinguieron, posiblemente como resultado del creciente número de personas y posiblemente debido a los abusos.  Escribiendo poco después de Justino, Tertuliano describe las "fiestas de amor". Clemente de Alejandría (c. 150-211/216) distinguía las llamadas comidas "Ágape" de carácter lujoso del ágape (amor) "que la comida que viene de Cristo muestra que debemos participar". A veces se hacían acusaciones de grave indecencia contra la forma que a veces adoptaban estas comidas. Clemente de Alejandría también menciona los abusos (Stromata III,2) y el editor comenta: "La temprana desaparición de las agapæ cristianas puede atribuirse probablemente al terrible abuso de la palabra aquí referida, por parte de los licenciosos carpocracianos". <Los auténticos agapæ eran de origen apostólico (2 Pe. ii. 13; Judas 12), pero a menudo eran maltratados por los hipócritas, incluso bajo la mirada apostólica (1 Corintios 11:21). --> 
Agustín de Hipona también se opuso a la continuación en su nativa África del Norte de la costumbre de tales comidas, en las que algunos se entregaban hasta el punto de la embriaguez, y las distinguía de la celebración apropiada de la Eucaristía: "Tomemos el cuerpo de Cristo en comunión con aquellos con quienes se nos prohíbe comer incluso el pan que sustenta nuestros cuerpos." Informa que incluso antes de su estancia en Milán, la costumbre ya había sido prohibida allí. Los cánones 27 y 28 del Concilio de Laodicea (364) restringieron los abusos.

### Liturgias tempranas
La Didajé da en el capítulo 9 oraciones para usar en la celebración de lo que llama la Eucaristía, que implica una copa y pan partido, y en el capítulo 10 otra oración para usar "después de ser saciados". Los estudiosos discrepan sobre si estos textos se refieren a una Eucaristía en sentido propio.
Entre 150 y 155 d. C., Justino Mártir describe la liturgia de su tiempo en los capítulos 65 y 66 de su Primera Apología. La liturgia describe acciones de gracias ante la Anáfora. La consagración de las especies eucarísticas se hace con las palabras de 1 Cor. 11: "Porque los apóstoles, en las memorias compuestas por ellos, que se llaman Evangelios, nos han transmitido así lo que les fue ordenado: que Jesús tomó pan, y habiendo dado gracias, dijo: "Haced esto en memoria mía, esto es mi cuerpo"; y que, de la misma manera, habiendo tomado la copa y dado gracias, dijo: "Esto es mi sangre"; y se la dio a ellos solos. " 
No se conocen liturgias completas anteriores al siglo III.: 77  Los primeros textos existentes de una anáfora (la parte central de la liturgia eucarística, conocida también como Plegaria Eucarística) incluyen la Anáfora de Addai y Mari, la Anáfora de la Tradición Apostólica y la forma egipcia de la Liturgia de San Basilio. El texto más antiguo que es similar al Canon Romano es el citado en De Sacramentis de Ambrosio: 140  (véase Historia del Canon Romano).

## Estudiosos contemporáneos y evolución de la Eucaristía
La brecha de unos veinte años entre la fecha de la Última Cena y la redacción de I Corintios y el período aún más largo antes de que se escribieran los Evangelios han suscitado dudas en cuanto a su fiabilidad histórica y la sugerencia de que reflejan las preocupaciones y la situación de los primeros cristianos en el momento de la redacción en lugar de informar objetivamente de acontecimientos que ocurrieron décadas antes. Por lo tanto, intentan decidir dónde se originaron los distintos componentes del rito posterior examinando posibles elementos culturales, tanto judíos como helénicos, que ya existían en el periodo estudiado.  El debate subyacente gira en torno a las aportaciones relativas de Pablo y Jesús y la posible intervención de otros factores.  Una consideración clave en este sentido es el problema de la prohibición judía de beber sangre (véase más adelante).
El profesor Robert J. Daly, S.J., sostiene que Jesús instituyó efectivamente la Eucaristía, aunque hicieron falta generaciones y siglos de guía del Espíritu Santo para que la Eucaristía alcanzara su forma actual. "Lo que Jesús hizo en la Última Cena es, obviamente, al menos el momento generador de la institución de la Eucaristía".  Pero no fue la Eucaristía tal y como la conocemos. "La Eucaristía que los cristianos celebran ahora es lo que la Iglesia, bajo la guía del Espíritu Santo de Jesús resucitado, y a lo largo de generaciones y siglos, aprendió a hacer mientras celebraba la comunión de mesa con su Señor resucitado.".
Por otra parte, Bruce Chilton sugiere que podemos encontrar en el Nuevo Testamento seis formas diferentes de celebrar lo que los cristianos llegaron a llamar la Eucaristía, y podemos situar cada una de ellas en su propio entorno socio-religio-político específico. Esto parecería hacer irrelevantes una serie de enfoques eruditos consagrados, fundamentales para los cuales eran, en primer lugar, el debate "literalmente verdadero" frente a "ficciones literarias" y, en segundo lugar, la suposición de que había una línea unificada de desarrollo desde la Eucaristía establecida de siglos posteriores hasta cerca de la época del Jesús histórico.
| Compañerismo en la mesa de Jesús | La Última Cena | El cristianismo petrino | El Círculo de Santiago | Pablo y los sinópticos | Juan |
| --- | --- | --- | --- | --- | --- |
| Jesús se reunía con sus seguidores en comidas diseñadas para anticipar la llegada del reino de Dios. Las comidas se caracterizaban por la disposición a aceptar la hospitalidad y los productos de Israel en general. Jesús consideraba que la disposición a proveer para las comidas, a participar en la comunión, a perdonar y a ser perdonado, era condición suficiente para comer en su compañía y para entrar en el reino. El planteamiento de Jesús sobre la calificación de la pureza se distinguía por su carácter inclusivo. Para Jesús, los principales marcadores de pureza, los principales requisitos para la comunión en la mesa en el reino eran: Israel como perdonado y dispuesto a proveer de sus propios productos. | Jesús trató de influir o reformar las prácticas de pureza asociadas con el Templo. En sus comidas, al compartir el vino, empezó a referirse a él como el equivalente de la sangre de un animal derramada en sacrificio, y al compartir el pan, afirmando que su valor era el de la carne sacrificada. "Aquí había un sacrificio de compartir que las autoridades no podían controlar, y que la naturaleza del movimiento de Jesús hacía imposible que ignoraran. Las comidas de Jesús tras su fallida ocupación del Templo se convirtieron en un sucedáneo del sacrificio, el segundo tipo de Eucaristía." | En esta etapa del desarrollo eucarístico, la oración berakhah del judaísmo parece haberse convertido en un modelo principal de Eucaristía. El pan tomó precedencia sobre el vino y, como describen claramente Hechos 1:12-26, 2:46 y 3:14:37, se produjo una doble domesticación. En lugar de buscar la hospitalidad de los demás, como parecía hacer el Jesús itinerante, los seguidores del movimiento, bajo el liderazgo de Pedro y/o los Doce, se reunían en las casas de los compañeros donde "partían el pan en casa y comían con alegría y generosidad de corazón, alabando a Dios y contando con la buena voluntad de todo el pueblo" (Hechos 2:46-47). Además, al parecer también reconocían la validez de los sacrificios en el Templo. Al hacerlo, cambiaron la naturaleza de la comida y el recuerdo de lo que Jesús había dicho en ella. Por ejemplo, no se menciona el vino, ni parece haber, en este relato de las primeras reuniones cristianas, ninguna sensación de estar en tensión con los funcionarios del judaísmo o sus prácticas religiosas. | La tendencia a la domesticación va aquí más allá, pues la Eucaristía se ve ahora como una comida del Séder, abierta sólo a los judíos en estado de pureza, y que se celebra sólo una vez al año, en la Pascua, en Jerusalén, según lo prescrito en Éxodo 12:48. El efecto de este programa jacobeo es que la Eucaristía se celebra sólo una vez al año, en la Pascua, en Jerusalén. El efecto de este programa jacobeo -un posible antecedente de la práctica posterior del Cuartodecimano- "era integrar plenamente el movimiento de Jesús en las instituciones litúrgicas del judaísmo, insistir en la identidad judaica del movimiento y en Jerusalén como su centro de gobierno", pero sin sustituir realmente el Séder de Israel. | Pablo se resistió con vehemencia a las pretensiones jacobinas. También hizo hincapié en el vínculo entre la muerte de Jesús y la Eucaristía, y acepta lo que Chilton llama el refinamiento helenístico del tipo petrino que presentaba la Eucaristía como sacrificio por el pecado. Esto es también lo que encontramos en los evangelios sinópticos, que utilizan palabras para sugerir que la sangre de Jesús se derrama en interés de las comunidades para las que se compusieron esos evangelios: por los "muchos" (¿en Damasco?) Mateo 26:28 y (¿en Roma?) Marcos 14:24: en nombre de "vosotros" (¿en Antioquía?) Lucas 22:20. | Jesús se identifica en Juan 6 como el maná, ahora desarrollado para interpretar la Eucaristía como un misterio en el que Jesús, no literalmente sino sacramentalmente, ofrece/dona su propio cuerpo y sangre personales en la Eucaristía. Ésta no sería probablemente una idea totalmente nueva para los cristianos helenísticos que siguieron la práctica sinóptica. Pero la práctica joánica explicita ahora este significado. Fue, como es característico del Cuarto Evangelio, una ruptura inequívoca y clara con el judaísmo. Porque con este desarrollo, la Eucaristía se ha convertido en un "sacramento" comprensible sólo en términos helenísticos, e implicando "un conflicto consciente con la comprensión ordinaria de lo que el judaísmo podría y no podría incluir." |

#### "Etapas preliminares" de Crossan
| 1. Comida formal grecorromana                                                                           | 2. La práctica de Jesús                                                                       | 3a. Didaché 10                                                                | 3b. Didaché 9 | 4.1 Corintios                                         | 5. Marcos                                                          |
| --- | --------------------------------------------------------------------------------------------- | ----------------------------------------------------------------------------- | --- | ----------------------------------------------------- | ------------------------------------------------------------------ |
| La primera comida que tuvieron juntos fue deipnon (cena, comida principal), luego symposion (simposio). | una comida que más tarde y en retrospectiva fue reconocida como la última que hicieron juntos | Dar gracias, sin referencia a la Pascua, la Última Cena o la Muerte de Jesús. | Eucaristía, sin referencia a la Pascua, la Última Cena o la Muerte de Jesús.                                                             | Cena del Señor                                        | Cena de Pascua                                                     |
| El pan seguido de una libación ritual seguida de vino.                                                  | Comensalidad abierta - igualitarismo social radical en los asientos para la comida.           | Comida común seguida de agradecimiento al Padre, sin ritual con pan o copa    | Comida común, ritual con Copa (agradecimiento por la Vid Sagrada de David) y Pan (agradecimiento por la vida y el conocimiento de Jesús) | Pan/cuerpo, Gracias, Comida común, Copa/sangre        | Durante la comida, primero Pan/cuerpo, luego Copa/sangre y Gracias |
| | Sin ritual                                                                                    | No se menciona la muerte de Jesús                                             | No se menciona la muerte de Jesús | Recuerdo de la Pasión tanto en la copa como en el pan | Ninguna orden de repetición y recuerdo                             |

### Problema de la prohibición judía histórica de beber sangre
En un análisis de 2002 en el Biblical Theology Bulletin, Michael J. Cahill estudió el estado de la literatura erudita de unas setenta fuentes citadas, que datan desde la década de 1950 hasta la actualidad, sobre la cuestión de la probabilidad de que un Jesús judío propusiera beber sangre en la Eucaristía. Tras examinar las diversas teorías que se han sugerido, concluye:

El sondeo de opinión, antiguo y nuevo, revela un amplio desacuerdo con una división fundamental entre los que pueden aceptar que la noción de beber sangre podría tener un origen judío y los que insisten en que se trata de un desarrollo posterior que hay que situar en el mundo helenístico. Lo que ambas partes comparten es la incapacidad de ofrecer un argumento racionalmente convincente que pueda proporcionar una explicación histórica de la presencia de este componente particular del rito eucarístico. Quienes defienden la institución literal por parte de Jesús no han sido capaces de explicar de forma plausible cómo pudo surgir la costumbre de beber sangre en un entorno judío. De hecho, esta dificultad se ha convertido en un argumento a favor de la autenticidad. Por ejemplo, Jeremiah [sic] cita a Dalman: "Exactamente aquello que parece escandaloso será histórico" (170-71). W. D. Davies llama la atención sobre el hecho de que Dalman también argumentó que la versión paulina de la institución surgió en un entorno gentil para eliminar las dificultades que presentaba la forma marcana más directa (246). Parece obvio que las dificultades habrían sido mayores en un entorno judío. La conclusión de Davies es acertada: "Cuando conclusiones tan divergentes [sic] se han basado en las mismas pruebas, cualquier dogmatismo sería insensato" (246). Por otra parte, ya he argumentado anteriormente que las sugerencias previas que apoyan la fuente no judía han sido viciadas por generalidades vagas o por asociación con rituales paganos inapropiados.

En el relato de la Última Cena en el capítulo 22 de Lucas, se muestra que el vino que se consume en la Pascua comida no es literalmente sangre, sino que representa la sangre que Jesús derramará con su muerte en la cruz. Fue un acto deliberado de vincular la historia de la Pascua del Libro del Éxodo a la Crucifixión, y la sangre derramada del cordero pascual pintada en los dinteles de las puertas de los hebreos, a Jesús "...¡el Cordero de Dios, que quita el pecado del mundo!" y su sacrificio en el momento de la Pascua.

'Tomó pan, dio gracias, lo partió y se lo dio diciendo: "Esto es mi cuerpo entregado por vosotros; haced esto en memoria mía". Del mismo modo, después de la cena, tomó la copa, diciendo: "Esta copa es la nueva alianza en mi sangre, que se derrama por vosotros"". (Lucas 22:19-20)